# Epilimnion
Az epilimnion a hőmérséklet szempontjából rétegzett tavak legfelső rétege, a mélyebben fekvő hipolimnion felett helyezkedik el. Jellemzője, hogy melegebb, a pH-ja és az oldott oxigénkoncentrációja magasabb, mint a hipolimnioné. Mivel a napfény a felszínét világítja meg, ezért örvények keletkezhetnek benne (a szél miatt is könnyebben keletkeznek örvénylések). A vízben oldott gázok (szén-dioxid, oxigén) cseréjére képes a légkörrel.
A trópusokon kívüli éghajlatokon a nyár folyamán melegebb a hipolimnionnál, ezért a hűvösebb vizet kedvelő élőlények a mélyben maradnak. Télen fordított a helyzet.
Amikor tavasszal a felszíni réteg hőmérséklete 4 °C-nál alacsonyabb, és melegszik, akkor nagyobb lesz a sűrűsége, így a mélybe süllyed, ezáltal a különböző hőmérsékletű rétegek keverednek. Amikor a hőmérséklet 4 °C-nál magasabb lesz a felszínen, akkor már az epilimnion stabilabb lesz, a keveredés mértéke csökken. Ősszel a felszíni lehűlés miatt növekszik a sűrűség, nő a labilitás és az epilimnion gyorsan lehűl.

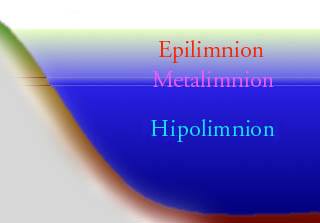
A tavak hőmérséklet szerinti rétegződési szintjei